# Metavandendriesscheïta
La metavandendriesscheïta és un mineral de la classe dels òxids.

## Característiques
La metavandendriesscheïta és un òxid de fórmula química PbU₇O22·nH₂O, on n < 12. Es tracta d'una espècie aprovada per l'Associació Mineralògica Internacional, i publicada per primera vegada el 1960. Cristal·litza en el sistema ortoròmbic. La seva duresa a l'escala de Mohs és 3.

Segons la classificació de Nickel-Strunz la metavandendriesscheïta pertany a «04.GB - Uranils hidròxids, amb cations addicionals (K, Ca, Ba, Pb, etc.); principalment amb poliedres pentagonals UO₂(O,OH)₅» juntament amb els següents minerals: agrinierita, compreignacita, rameauita, becquerelita, bil·lietita, protasita, richetita, bauranoïta, calciouranoïta, metacalciouranoïta, fourmarierita, wölsendorfita, masuyita, vandendriesscheïta, vandenbrandeïta, sayrita, curita, iriginita, uranosferita i holfertita.

## Formació i jaciments
Va ser descoberta a la mina Shinkolobwe, situada al districte de Kambove (Província d'Alt Katanga, República Democràtica del Congo), i només ha estat trobada a un altre indret, a banda de la localitat tipus, el districte minera de Spruce Pine, a Carolina del Nord (Estats Units).